# Ямайчик
Яма́йчик (Loxipasser anoxanthus) — вид горобцеподібних птахів родини саякових (Thraupidae). Ендемік Ямайки. Це єдиний представник монотипового роду Ямайчик (Loxipasser).

## Опис
Довжина птаха становить 10-11,5 см, вага 10,5-12,5 г. Виду притаманний статевий диморфізм. У самців голова і нижня частина тіла чорні, нижня частина живота і боки зеленуваті, гузка іржаста. Шия чорна, верхня частина тіла зелена, криоа зеленуваті, плечі жовті. Очі темні, дзьоб і лапи чорні. У самиць голова сіра, груди зеленуваті. Верхня частина тіла зеленувато-жовта, крила зеленуваті, на плечах жовті плями. Нижня частина тіла сірувато-зелена, гузка світло-рудувата. Дзьоб роговий, лапи чорнуваті. Забарвлення молодих птахів подібне до забарвлення самиць, жовті плями на крилах у них відсутні.

## Поширення і екологія
Ямайчики є ендеміками острова Ямайка. Вони живуть у вологих і сухих тропічних лісах та на узліссях, у вологих гірських тропічних лісах і в садах. Зустрічаються парами або невеликими зграйками, на висоті до 1800 м над рівнем моря. Живляться переважно насінням і плодами, а також комахами. Сезон розмноження триває з березня по вересень.  Гніздо куполоподібнне з бічним входом, сплетене з трави, розміщується на дереві або в чагарниках, серед епіфітів. В кладці 3-4 білих яйця, поцяткованих червонуватими або темно-коричневими плямками.